# Kaistarudden
Kaistarudden (finska: Kaistarniemi) är en stadsdel i Hirvensalo-Kakskerta storområde i Åbo. Området är beläget på östra sidan av Hirvensalo. År 2016 var Kaistaruddens folkmängd 668, varav 597 var finskspråkiga, 50 svenskspråkiga och 21 övriga.

## Bildgalleri

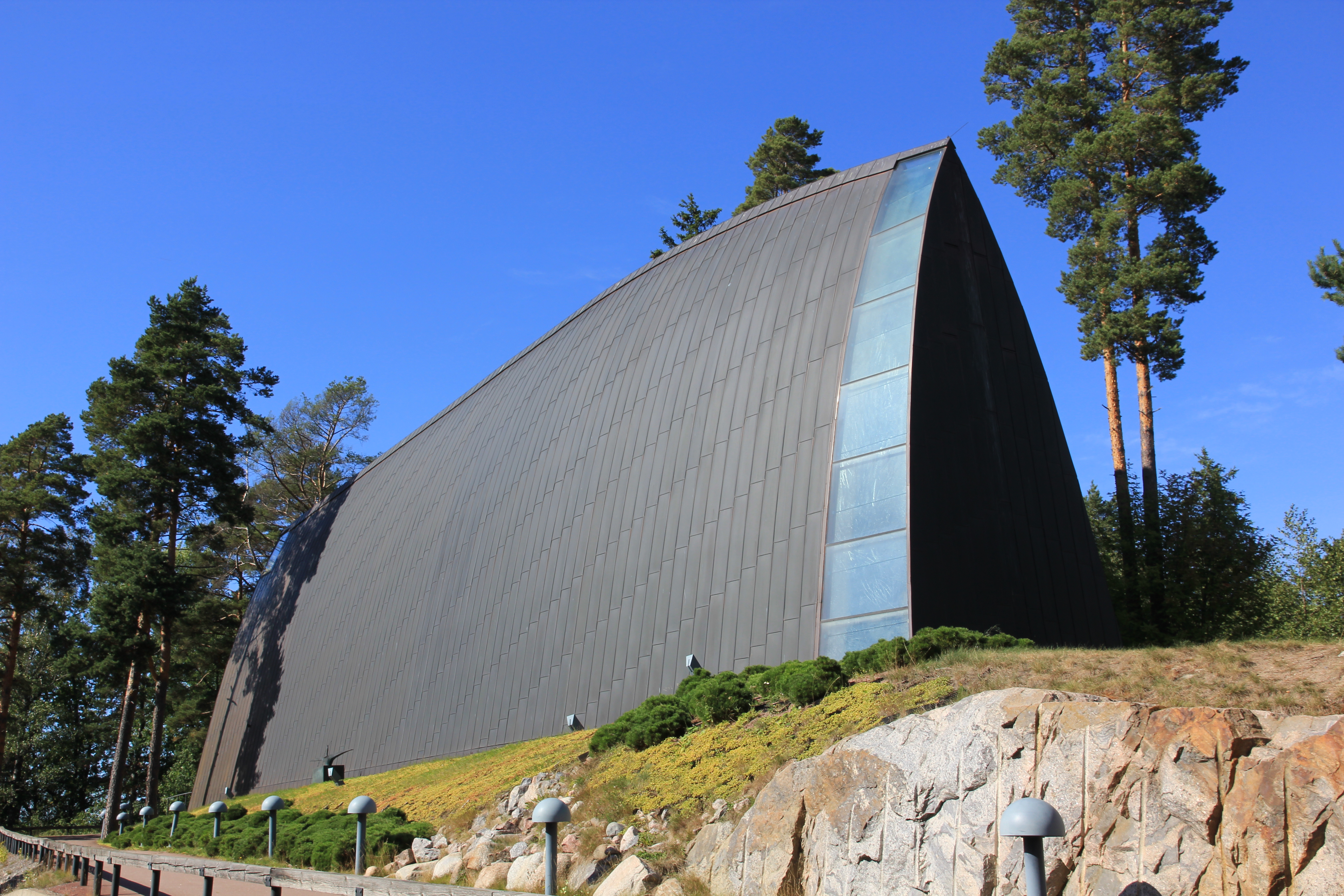
Sankt Henriks ekumeniska konstkapell.
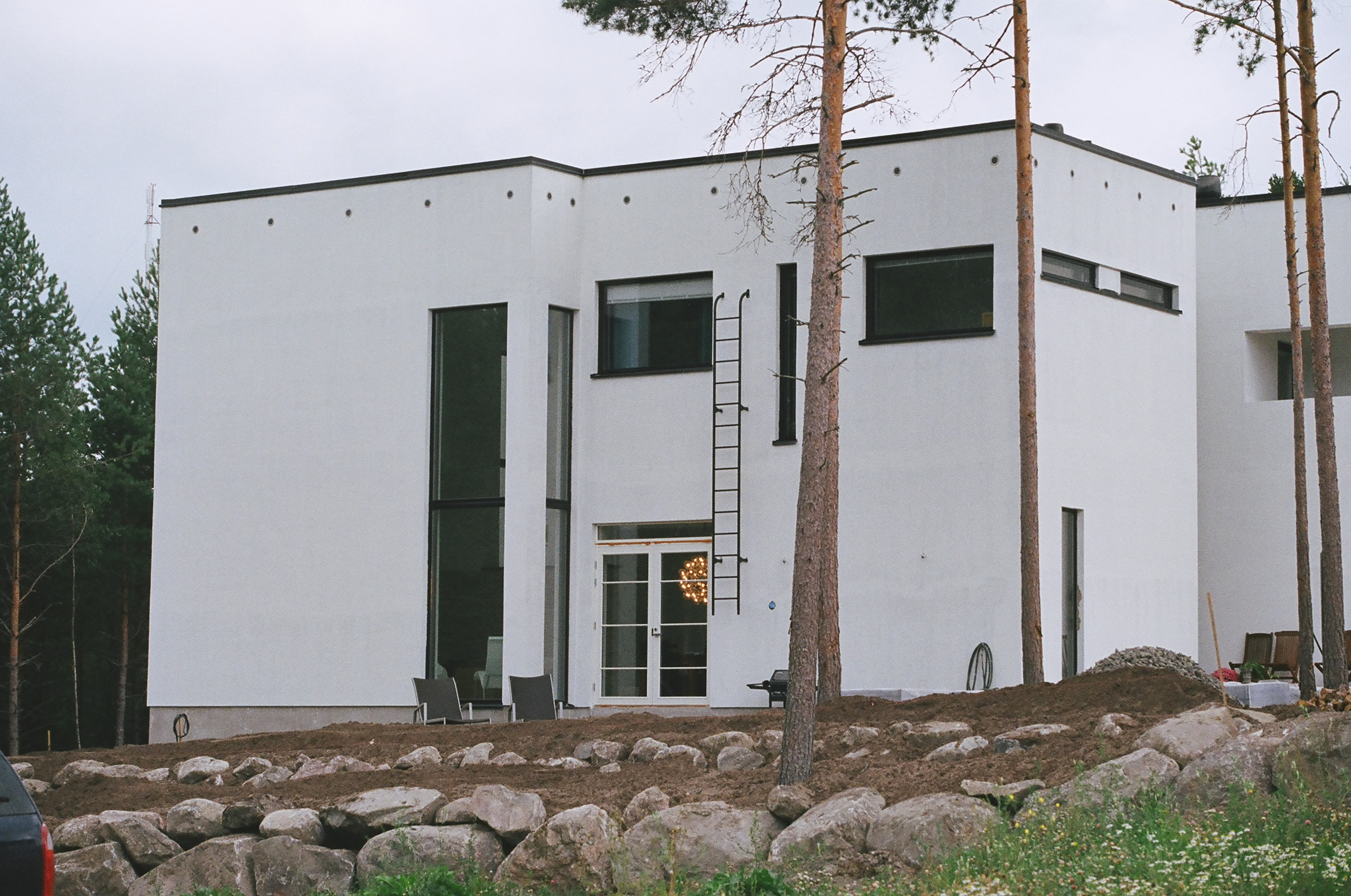
Egnahemshus i stadsdelen.